# فرانسیسکو آتورا
فرانسیسکو آتورا (انگلیسی: Francisco Atura؛ زادهٔ ۱ اوت ۱۹۷۹) بازیکن فوتبال اهل فلسطین بود.
از باشگاه‌هایی که در آن بازی کرده است می‌توان به باشگاه فوتبال سانتیاگو واندررس اشاره کرد.
وی همچنین در تیم ملی فوتبال فلسطین بازی کرده است.